# Mareuil en Périgord
Mareuil en Périgord ist eine französische Stadt mit 2.316 Einwohnern (Stand 1. Januar 2022) im Département Dordogne in der Region Nouvelle-Aquitaine (vor 2016 Aquitaine). Sie gehört zum Arrondissement Nontron und zum Kanton Brantôme en Périgord. Zuständiger Gemeindeverband ist die Communauté de communes Dronne et Belle.

## Etymologie
Der Name Mareuil oder okzitanisch Maruelh leitet sich ab von der gallischen Wortwurzel mare (groß) und der Endung -ialo (Rodung, Lichtung). Der Zusatz spezifiziert die geographische Lage der Gemeinde im Périgord.

## Geschichte
Die Gemeinde entstand mit Wirkung vom 1. Januar 2017 als Commune nouvelle durch Zusammenlegung der bis dahin selbstständigen Gemeinden Beaussac, Champeaux-et-la-Chapelle-Pommier, Les Graulges, Léguillac-de-Cercles, Mareuil, Monsec, Puyrenier, Saint-Sulpice-de-Mareuil und Vieux-Mareuil, die in der neuen Gemeinde den Status einer Commune déléguée besitzen. Hauptort und Sitz des Rathauses (mairie) ist Mareuil.
Detailliertere Betrachtungen siehe unter den betreffenden Ortsartikeln.

## Gemeindegliederung
| Ortsteil                           | ehemaliger INSEE-Code | Fläche (km²) | Einwohnerzahl (2016) |
| ---------------------------------- | --------------------- | ------------ | -------------------- |
| Beaussac                           | 24033                 | 18,05        | .0165                |
| Champeaux-et-la-Chapelle-Pommier00 | 24099                 | 23,48        | .0163                |
| Les Graulges                       | 24203                 | 04,13        | .0061                |
| Léguillac-de-Cercles               | 24235                 | 21,47        | .0292                |
| Mareuil (Verwaltungssitz)          | 24253                 | 25,13        | 1.002                |
| Monsec                             | 24283                 | 12,45        | .0199                |
| Puyrenier                          | 24344                 | 07,42        | .0057                |
| Saint-Sulpice-de-Mareuil           | 24503                 | 11,35        | .0112                |
| Vieux-Mareuil                      | 24579                 | 27.00        | .0344                |

## Geographische Lage
Die neun Orte der Großgemeinde Mareuil en Périgord liegen im Périgord vert ca. 40 bis 50 km (Fahrtstrecke) nordwestlich von Périgueux bzw. ca. 90 bis 100 km südwestlich von Limoges nahe der Grenze zum Département Charente in Höhen von ca. 115 bis 180 m. Die Gemeinde wird von der Belle durchflossen.
Mit über 150 Quadratkilometern hat die Gemeinde das größte Gemeindegebiet im Département Dordogne. Gleichzeitig besitzt sie die meisten Nachbargemeinden, davon drei im Nachbardépartement Charente. Die Nachbargemeinden sind:
- im Norden Hautefaye, Connezac und Rudeau-Ladosse,
- im Nordwesten Lussas-et-Nontronneau, Saint-Martial-de-Valette und Saint-Front-sur-Nizonne,
- im Osten Brantôme en Périgord (Saint-Crépin-de-Richemont) und Saint-Félix-de-Bourdeilles,
- im Südosten Brantôme en Périgord (La Gonterie-Boulouneix) und Paussac-et-Saint-Vivien,
- im Süden Saint-Just und La Tour-Blanche-Cercles,
- im Südwesten La Chapelle-Montabourlet undt Gout-Rossignol,
- im Westen Sainte-Croix-de-Mareuil sowie
- im Nordwesten Combiers, Charras und Mainzac (alle im Département Charente).

### Klima
Das Klima ist gemäßigt; Regen fällt übers Jahr verteilt.
Genauer besitzt Mareuil en Périgord ein abgeschwächtes ozeanisches Klima mit gemäßigtem Sommer (Cfb nach Köppen und Geiger), das sich durch folgende Parameter auszeichnet:
| Klimaparameter im Zeitraum 1971–2000 - Jahresmittel: 12,4 °C - Anzahl der Tage unter −5 °C: 3,6 - Anzahl der Tage oberhalb 30 °C: 8,4 - Maximum im Tages-Temperaturunterschied: 14,7 °C - Jahresniederschlag: 927 mm - Niederschlagstage im Januar: 12,3 - Niederschlagstage im Juli: 6,7 |

Durch den Klimawandel zeichnen sich Erhöhungen im Jahresmittel ab, die sich bereits auch bemerkbar machen. So ist beispielsweise an der 65 Kilometer entfernten Wetterstation in Châteaubernard das langjährige Jahresmittel von 12,9 °C für 1971–2000 über 13,3 °C für 1981–2010 auf 13,8 °C für 1991–2020 angestiegen – ein Zuwachs um 0,9 °C innerhalb von 20 Jahren.

## Geologie

Geologische Karte von Mareuil en Périgord

Die Gemeinde Mareuil en Périgord liegt vollständig auf Sedimenten des nördlichen Aquitanischen Beckens.

## Bevölkerungsentwicklung
| Jahr      | 1851 | 1901 | 1954 | 2014 |
| Einwohner | 7345 | 4956 | 3407 | 2451 |

Der kontinuierliche Bevölkerungsrückgang der Einzelgemeinden im 20. Jahrhundert ist im Wesentlichen auf die Mechanisierung der Landwirtschaft, die Aufgabe von bäuerlichen Kleinbetrieben, den daraus resultierenden Verlust von Arbeitsplätzen und die Abwanderung vieler Dörfler in die Städte zurückzuführen.

## Wirtschaft
Die Gemeinde ist immer noch in hohem Maße landwirtschaftlich orientiert, wobei auch die Viehzucht eine beträchtliche Rolle spielt. In den Orten selber haben sich Handwerker und Kleindienstleister aller Art angesiedelt.

## Photogalerie

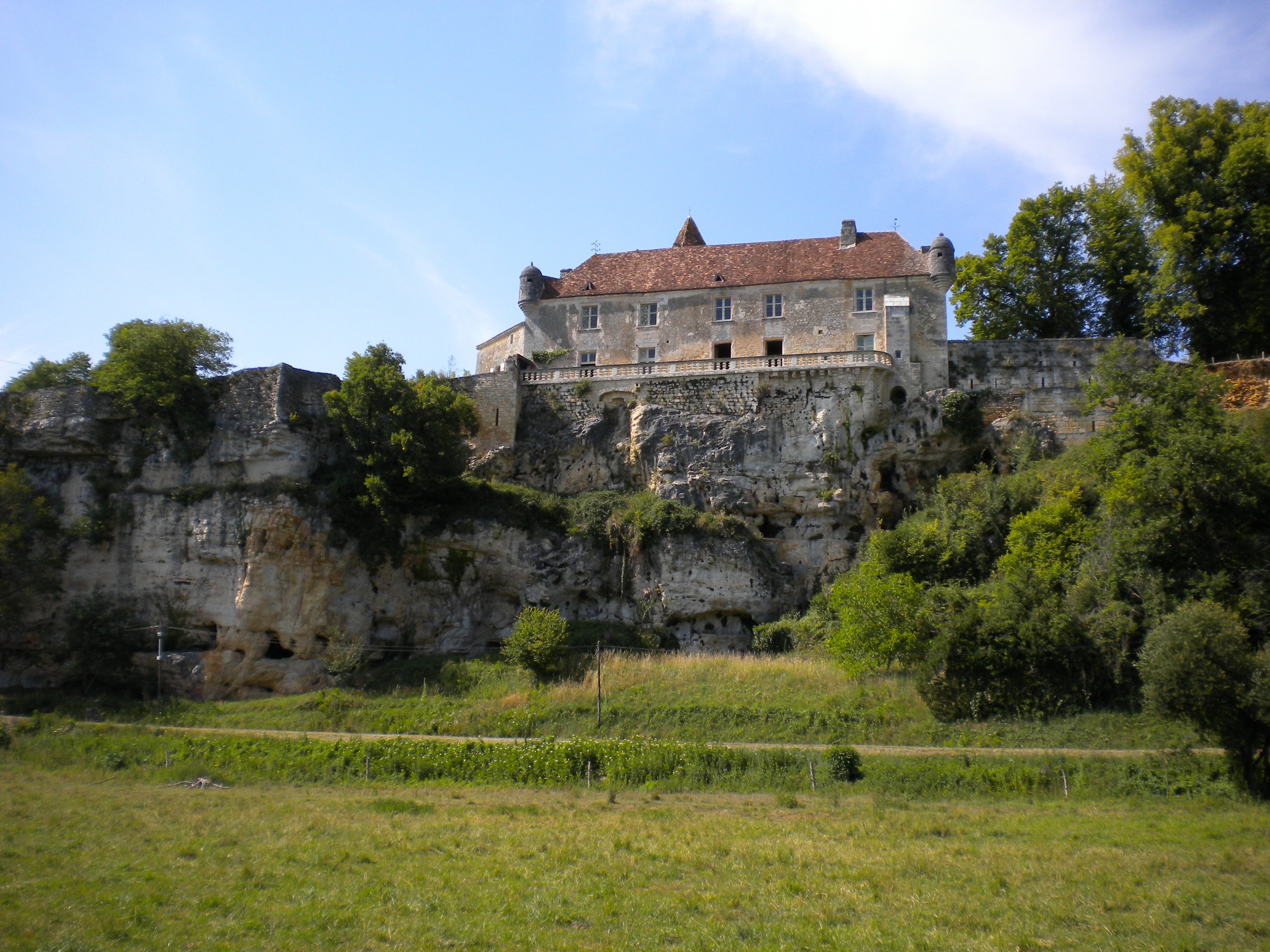
Das Château d'Aucors in Beaussac
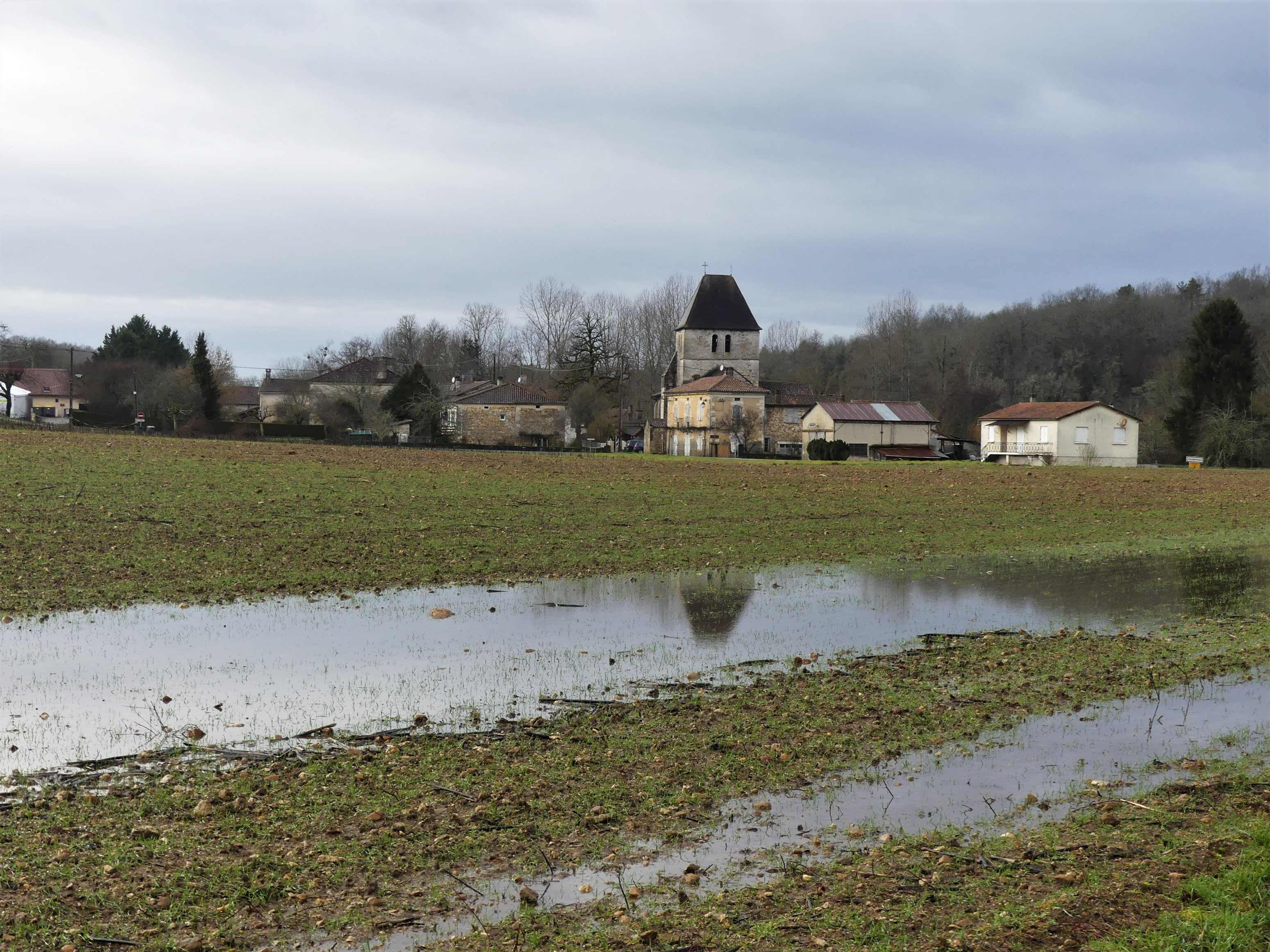
Der Ortskern von Champeaux im Winter
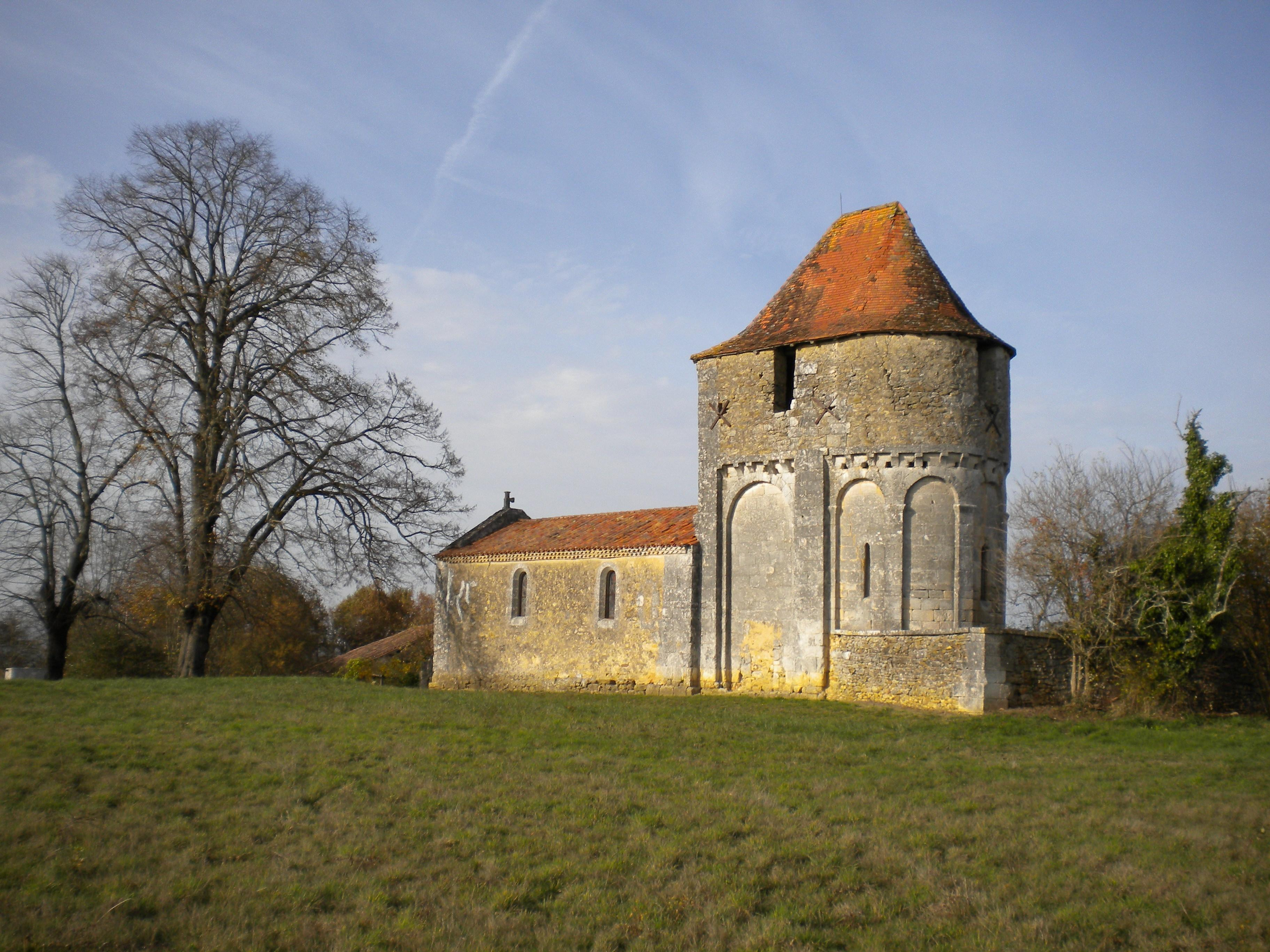
Die Kirche Saint-Fiacre in La Chapelle-Pommier
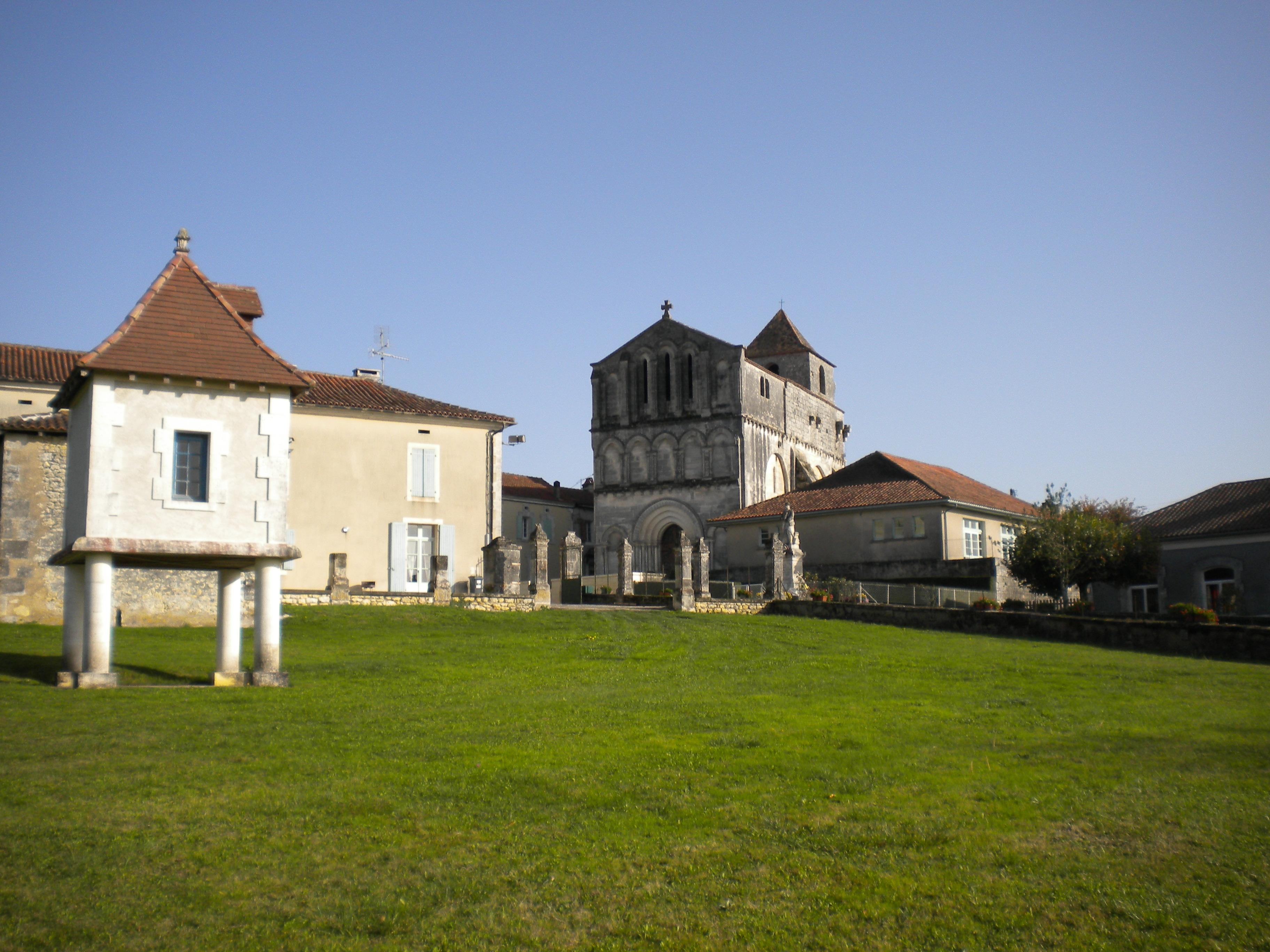
Die Kirche Saint-Maurice in Léguillac-de-Cercles
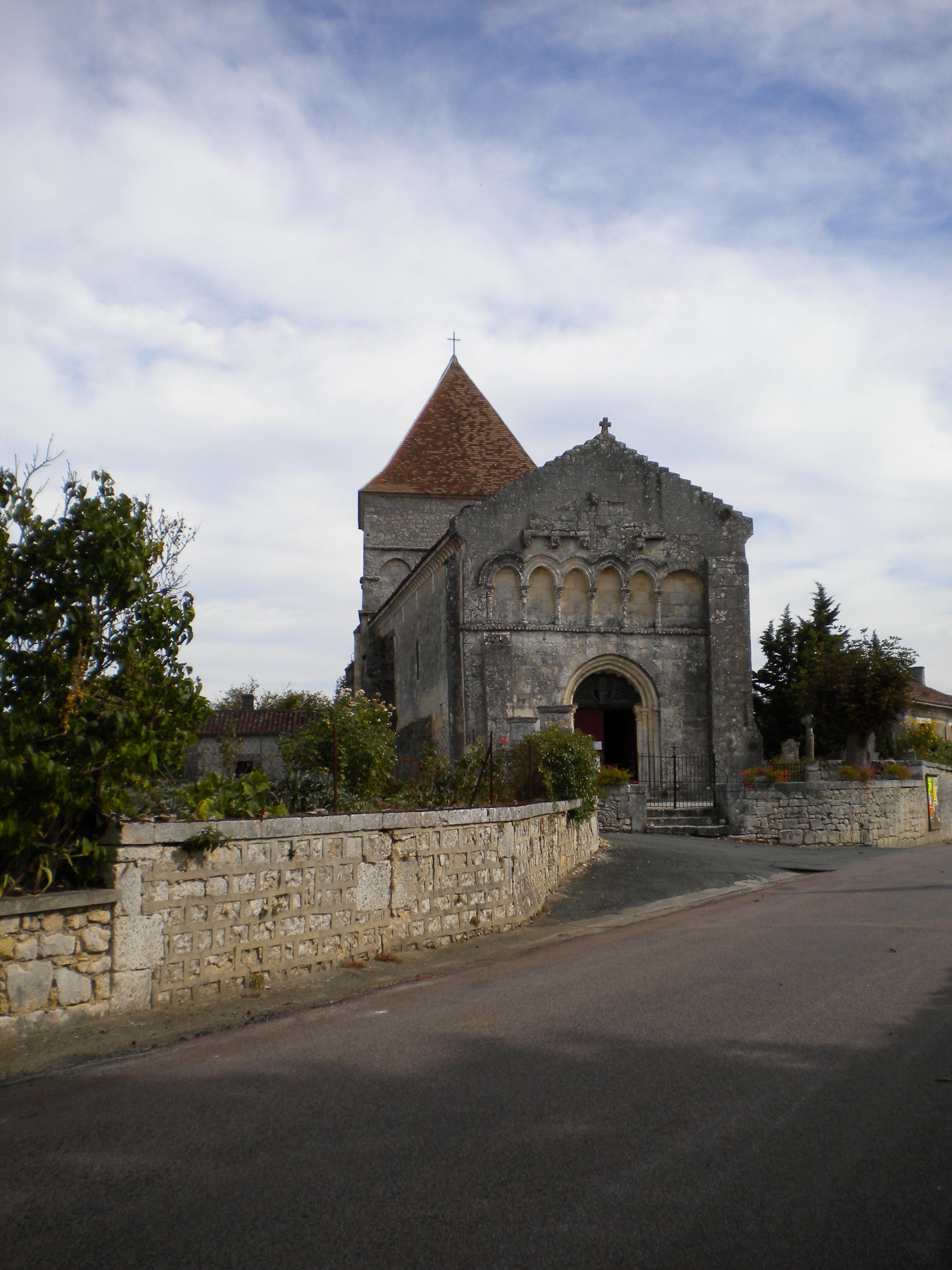
Die Kirche Saint-André in Les Graulges
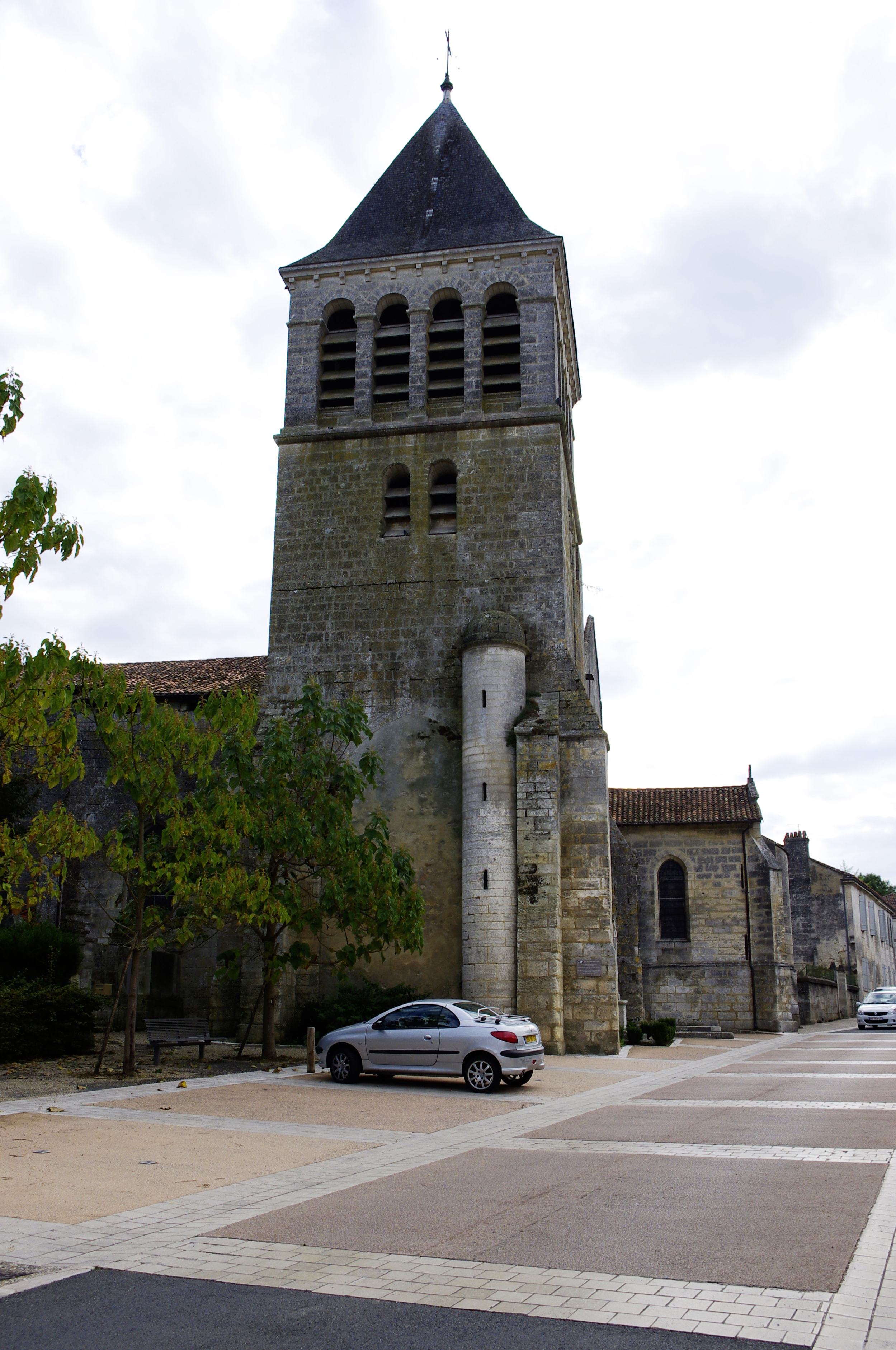
Die Kirche Saint-Laurent in Mareuil
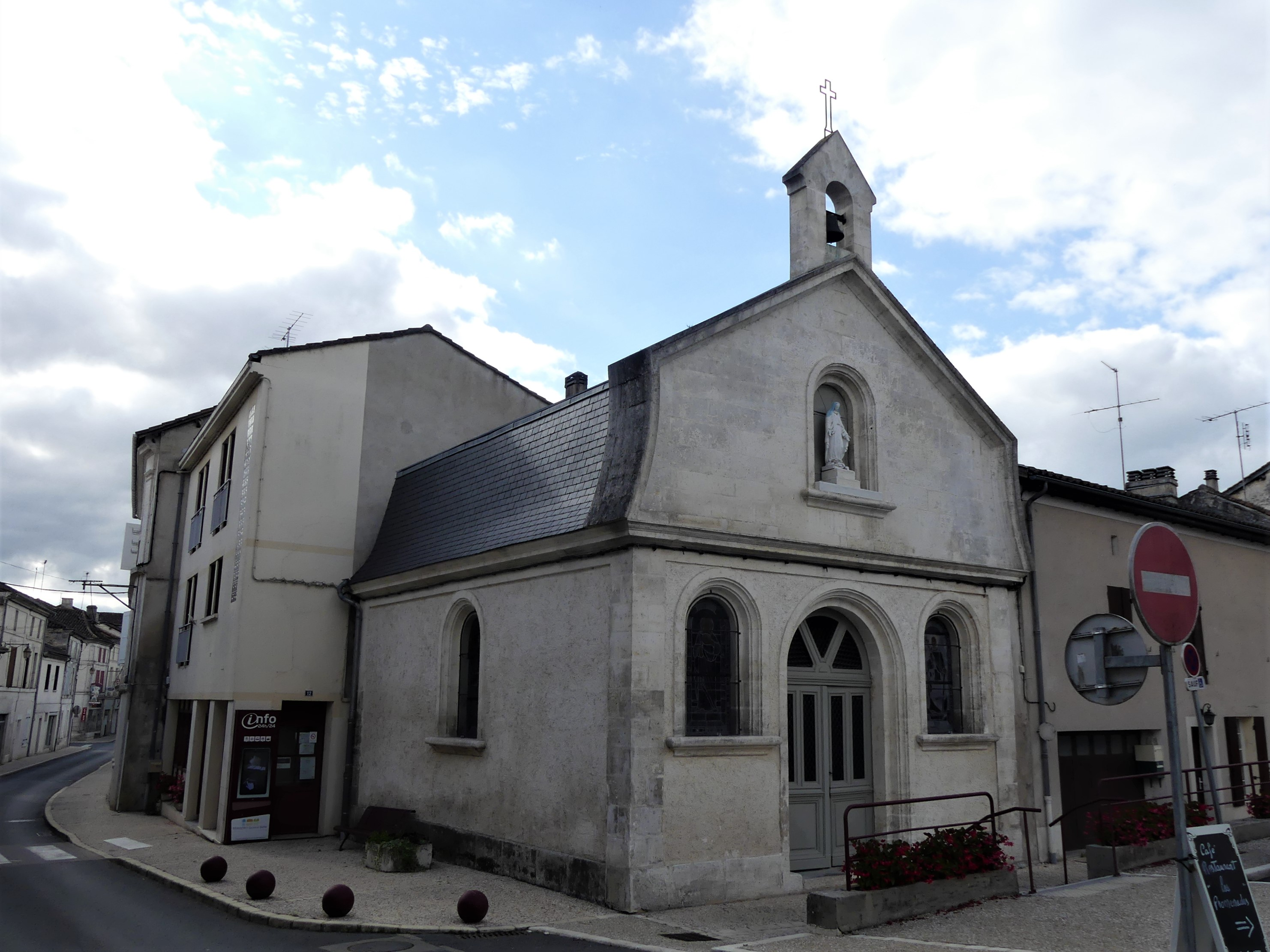
Die Kapelle Notre-Dame-de-Bon-Secours in Mareuil
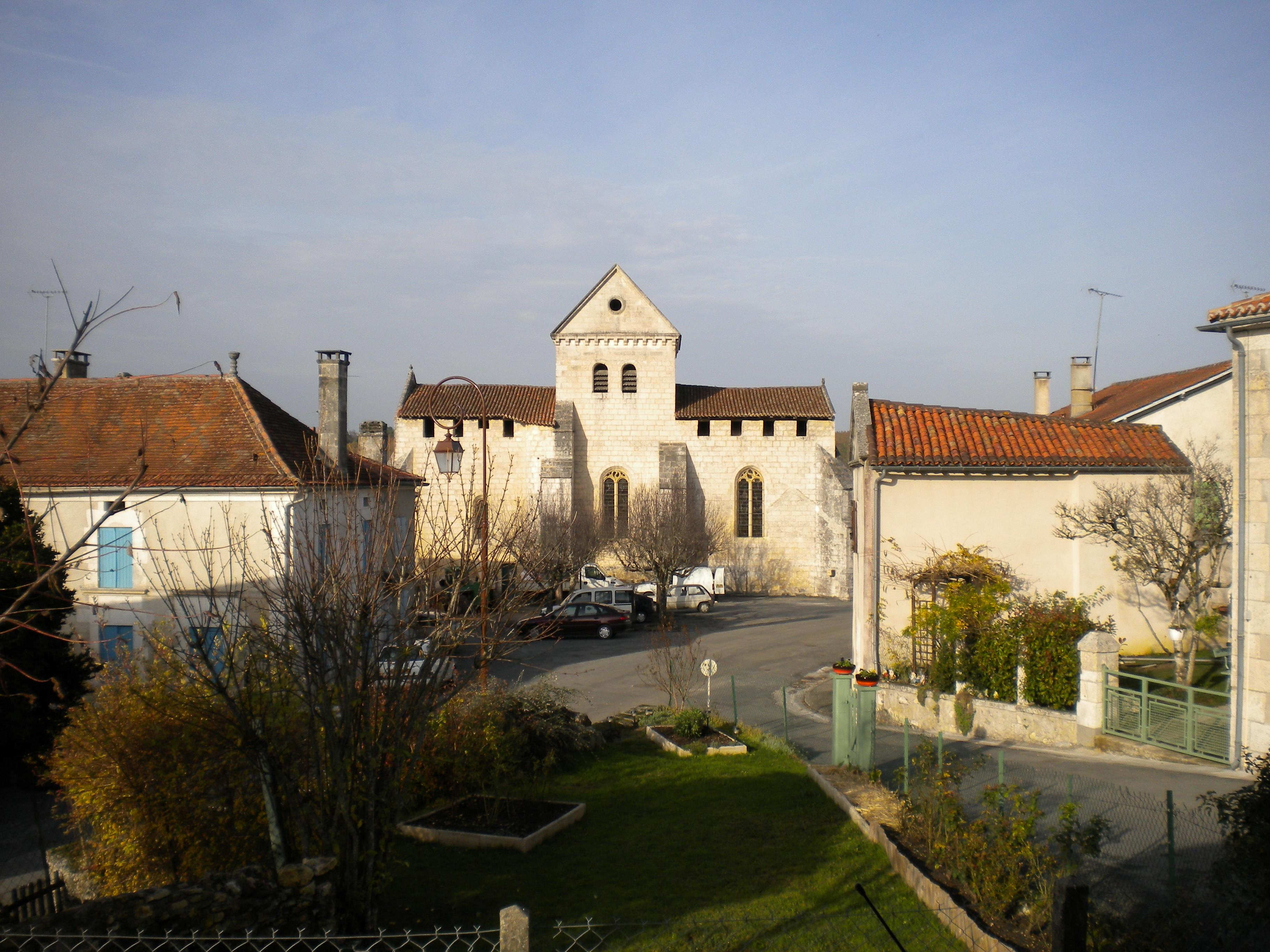
Der Ortskern von Monsec
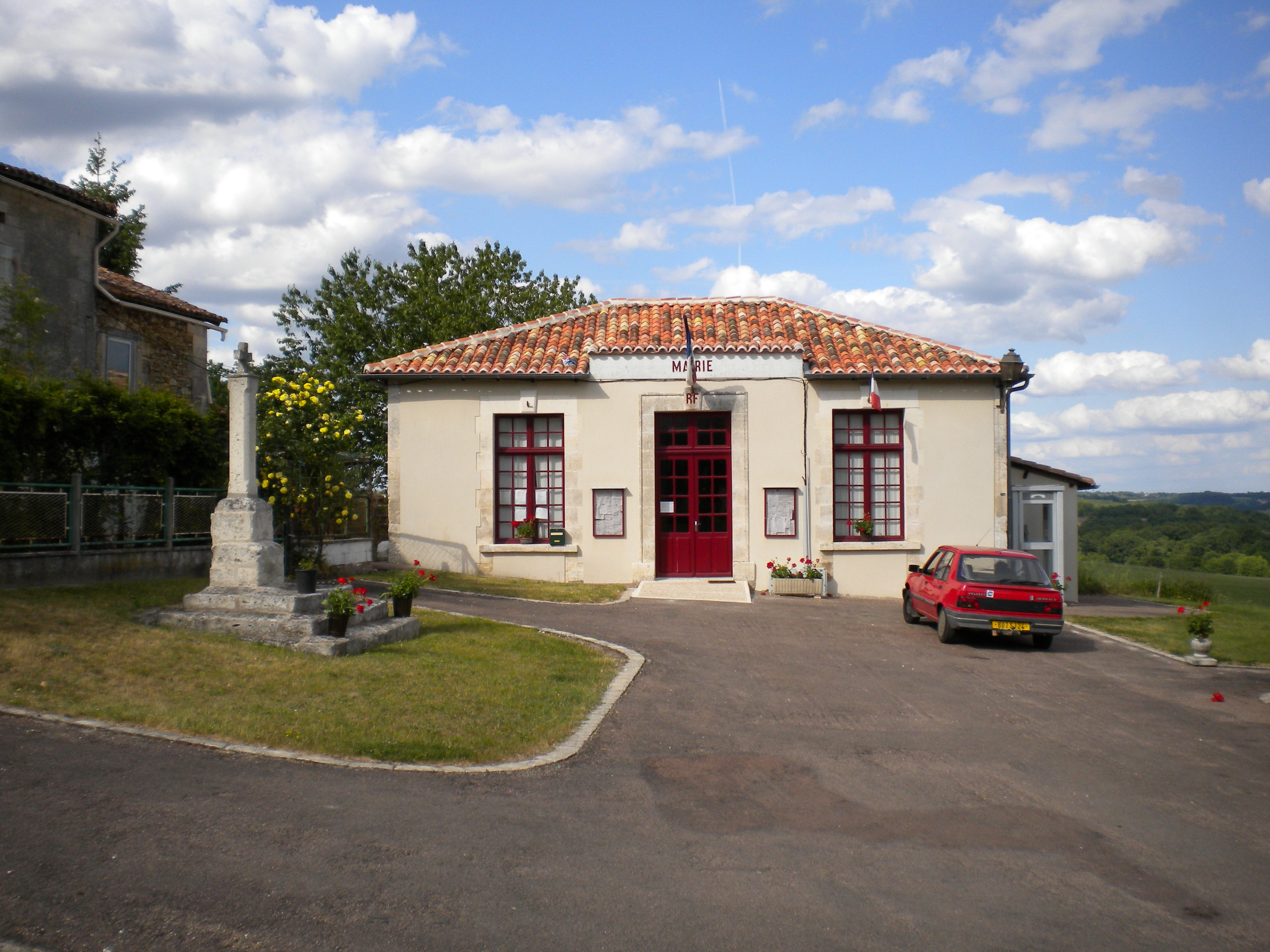
Das Rathaus von Puyrenier
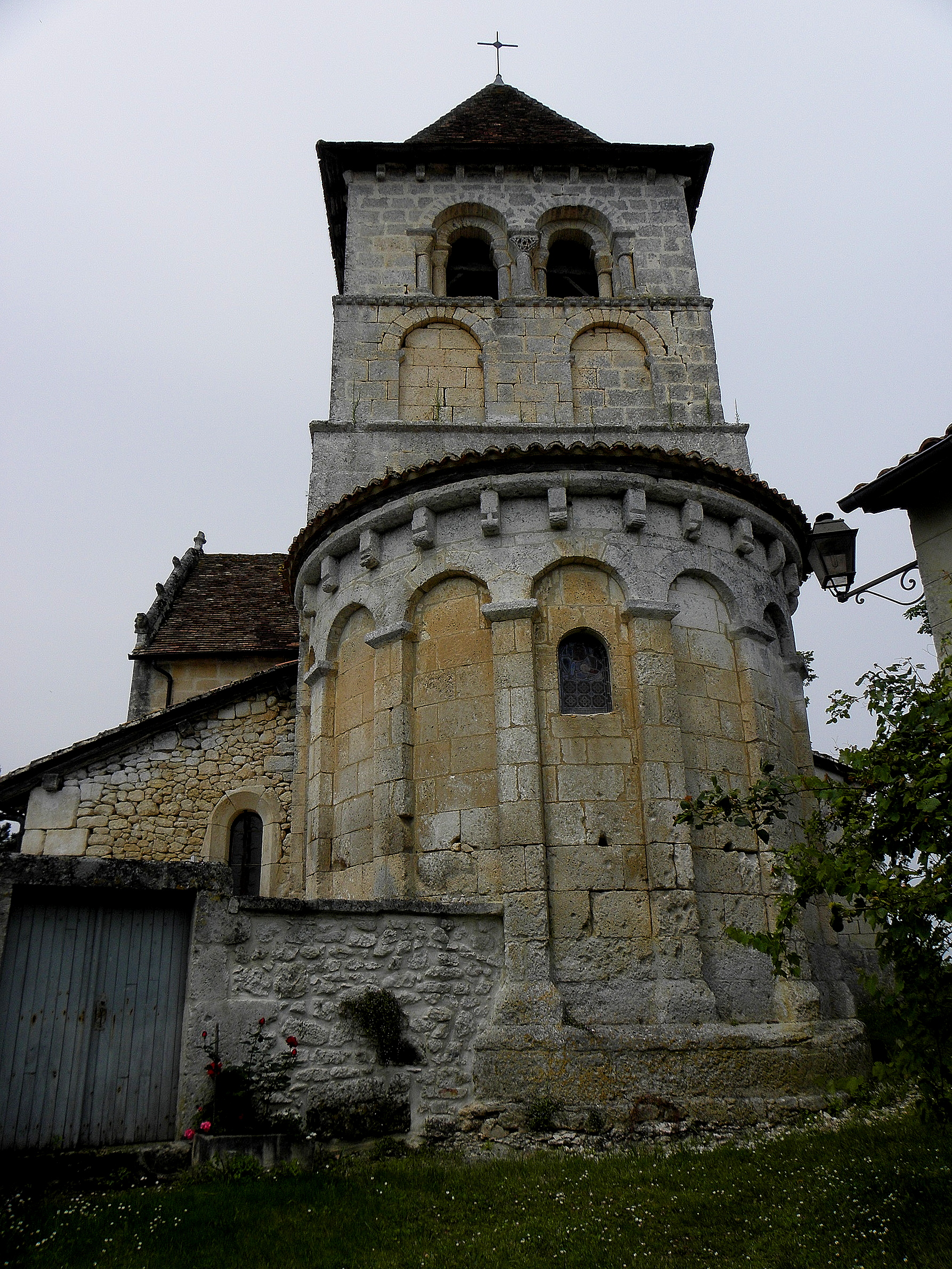
Die Kirche Saint-Pardoux in Saint-Pardoux-de-Mareuil
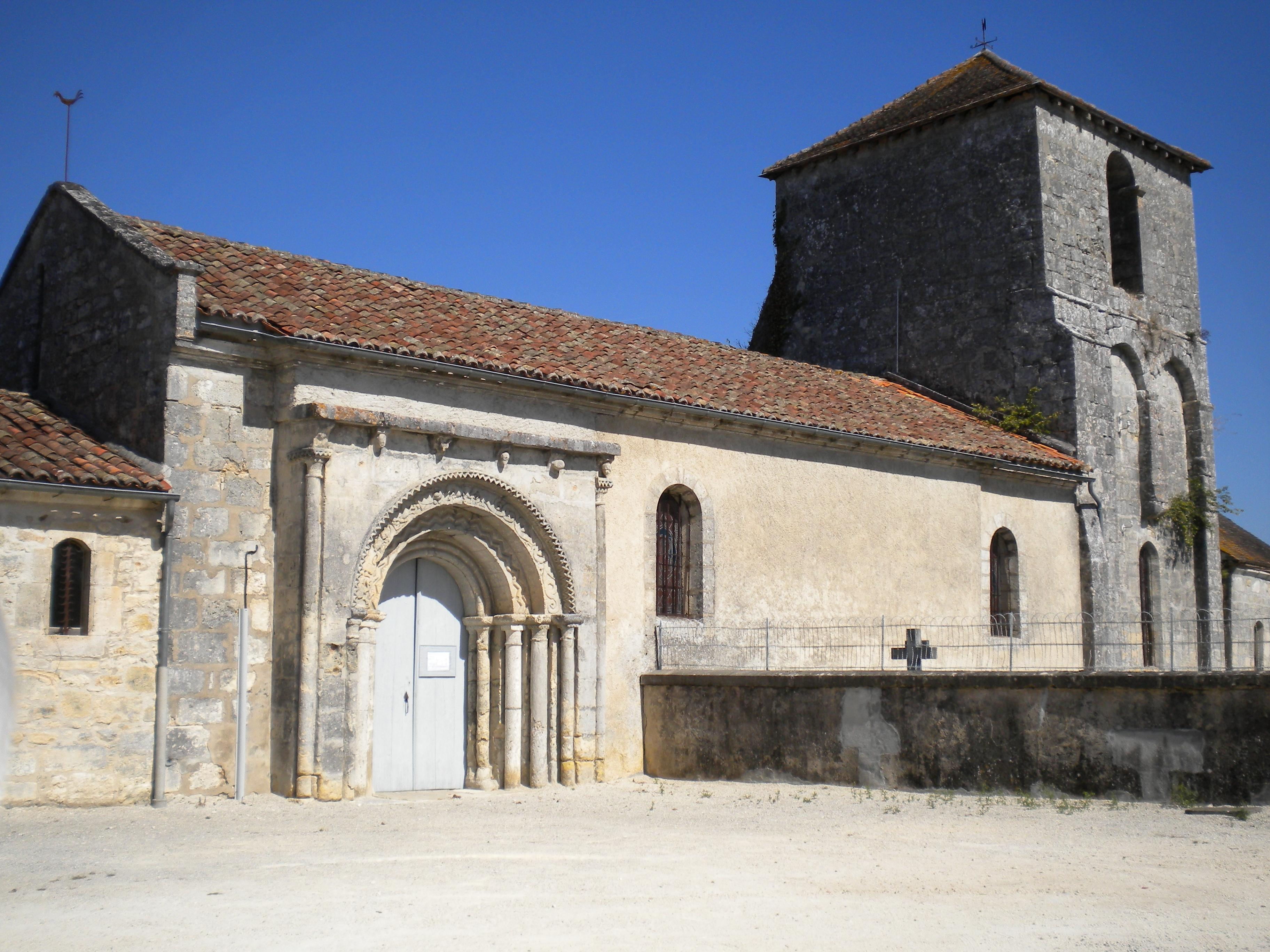
Die Ortskirche Saint-Sulpice in Saint-Sulpice-de-Mareuil
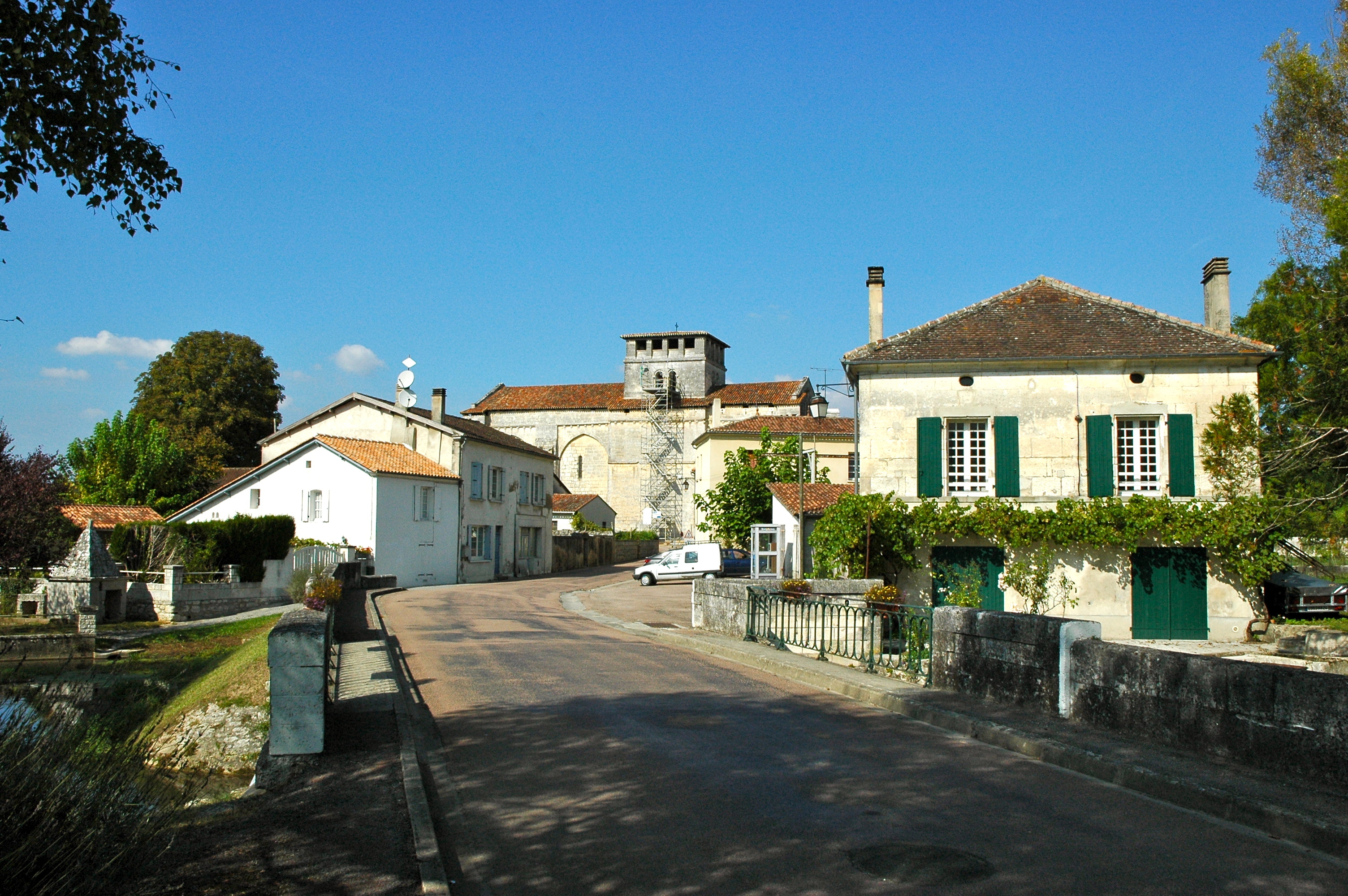
Vieux-Mareuil